# 霍萨国家公园
霍萨国家公园（芬蘭語：Hossan kansallispuisto）是芬兰的一座国家公园，成立于2017年。成立时为芬兰第40座国家公园，于2017年6月17日正式开放。公园面积有110平方公里，公园位于苏奥穆斯萨尔米市镇的北部，部分区域位于库萨莫和泰瓦尔科斯基市镇境内。